# Ritus

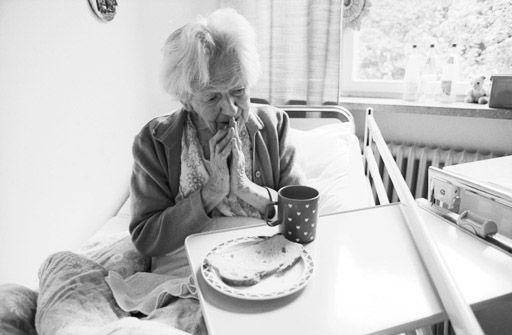
Tischgebet zu Beginn einer Mahlzeit. Gesprochen von einer Seniorin in einem Altenheim

Ein Ritus (Lehnwort aus dem Lateinischen; Plural: die Riten) ist eine in den wesentlichen Grundzügen vorgegebene Ordnung für die Durchführung zumeist zeremonieller, speziell religiöser und insbesondere liturgischer Handlungen. Im weiteren, abgeleiteten Sinn wird der Ausdruck auch verwendet, um feste Gewohnheiten und Rituale eines Lebewesens oder einer sozialen Gruppe zu beschreiben.

## Lateinische Wortbedeutung
Im Lateinischen bedeutet ritus in erster Linie eine religiöse Vorschrift oder Zeremonie, im übertragenen Sinne aber auch Brauch, Sitte oder Gewohnheit im Allgemeinen; im Ablativ (ritu) kann man das Wort auch einfach mit „wie“ oder „nach Art von xy“ (wörtlich: „dem Ritus xy entsprechend“) übersetzen.

## Verhaltensriten
In der Psychologie bezeichnet ein Ritus den stets in derselben Weise wiederkehrenden Ablauf eines gelernten Tuns. In diesem allgemeinen Sinn, der prinzipiell nichts anderes meint als ein Ritual, wird der Ausdruck besonders in der Medizin, der Sozialpsychologie und anderen Sozialwissenschaften gebraucht. Zum Beispiel empfehlen Ärzte als Hilfe gegen Schlaflosigkeit, sich einen Ritus anzugewöhnen und beim Zubettgehen immer dieselben Dinge in derselben Reihenfolge und in derselben Art und Weise zu tun. Medizinisch relevant sind derartige Verhaltensriten auch als Zwangshandlungen (Zwangsrituale), die im Zusammenhang mit Zwangsstörungen von den Betroffenen gegen ihren Willen praktiziert werden.

## Soziale Riten

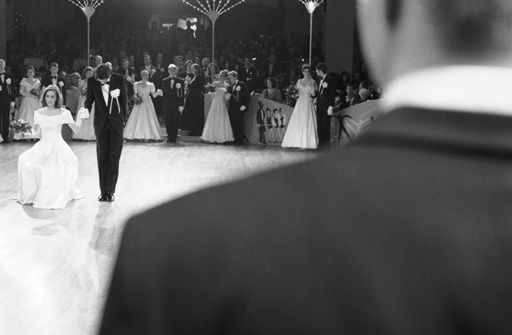
Frauen machen einen Knicks, Herren einen Diener. (Chrysanthemenball in München 1996)

Von der Soziologie und Ethnologie wurden eine Reihe von innerhalb einer Gesellschaft oder einer sozialen Gruppe üblichen oder vorgeschriebenen, meist formalisierten oder ritualisierten Gruppenverhaltensweisen als Ritus beschrieben. Die Kulturanthropologie unterscheidet bei ihrer Analyse von Kollektivritualen insbesondere zwischen Solidaritätsriten und Übergangsriten, die beide eine zentrale Rolle für die Entstehung und Erhaltung sozialer Bindungen spielen. Solche Riten haben eine identitäts- oder sinnstiftende Funktion und dienen damit dem Gruppenzusammenhalt oder der Rollenzuweisung innerhalb der Gruppe. Übergangsriten (z. B. Initiationsriten, Hochzeitsriten), aber auch Reinigungsriten (z. B. vor einer Heirat oder nach einer Verfehlung) oder Vergebungsriten (etwa zur Wiederaufnahme eines Mitglieds in die Gemeinschaft oder zur Versöhnung verfeindeter Gruppenmitglieder oder Klans) können für die Gruppenstruktur konstitutiv und einschneidend sein. Kampfriten (z. B. ein Duell) bieten die Möglichkeit einer geregelten Austragung von Auseinandersetzungen in ritualisierter oder symbolischer Form. Staatsriten (etwa die Krönung eines Herrschers, der feierliche Einzug des Parlamentspräsidenten, die Vereidigung der Bundeskanzlerin oder das Fahnenzeremoniell) dienen der Legitimation und Darstellung staatlicher Macht.
Viele soziale Riten und Rituale besitzen auch spirituelle Bedeutung oder überschneiden sich mit religiösen Riten. Das ist zum Beispiel der Fall beim Phänomen des Totemismus: Hier finden sich verschiedene Riten, um die mit dem mythischen Gruppenabzeichen (Totem) verbundenen Vorschriften und Verbote sozial zu verankern oder die Identifizierung des Einzelnen mit dem Gruppentotem zu stärken.

## Religiöse Riten

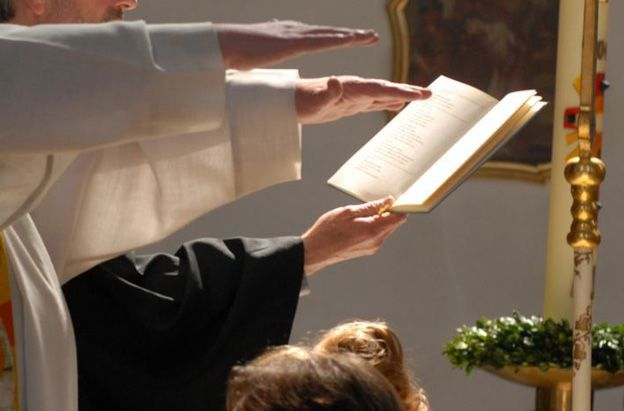
Feierlicher Trauungssegen bei einer kirchlichen Trauung

Als religiöse Riten lassen sich alle in einer Religionsgemeinschaft üblichen oder geregelten Praktiken oder Rituale bezeichnen, die der religiösen Lebensführung oder dem Kult dienen (Gottesdienste, liturgische und kultische Handlungen aller Art, die Feier religiöser Feste, Anbetungsgesten und Verehrungspraktiken, die Rezitation von Gebeten oder Mantras, religiöse Tänze und Gesänge, Orakelbefragungen, Beschwörungen, magische Rituale, Heilungsrituale, rituelle Waschungen von Menschen oder Gegenständen, der Vollzug der Beschneidung, der Taufe oder sakramentaler Handlungen, Opfer-, Reinigungs-, Segnungs- oder Weihehandlungen u. v. m.). Sie können gemeinschaftlich (in Familie, Dorfgemeinschaft, Gottesdienstgemeinde etc.) oder auch vom Einzelnen allein praktiziert werden. Häufig sind besonders qualifizierte Vorsteher, Amtsträger, Priester, Schamanen, Heiler oder Kultdiener mit der Ausführung oder Leitung dieser Handlungen oder Zeremonien betraut.
Das religiöse Ritual hat laut Geo Widengren eine enge Verbindung zum Mythos. Widengren unterscheidet zwischen apotropäischen und eliminatorischen Riten, die der Abweisung oder Beseitigung böser Mächte dienen, auf der einen sowie Geburts- und Initiationsriten (im weiteren Sinn Kasualien) auf der anderen Seite.
Siehe auch: Grundbegriffe der Religionssoziologie, Sakrament, Segenszeichen

## Kirchliche Riten
Im Christentum wird als Ritus die historisch gewachsene, der Überlieferung entsprechende und in der Regel kirchlich normierte Ordnung der liturgischen Vollzüge und Gottesdienste in einer Kirche, einer Teilkirche oder einer Gruppe von Kirchen bezeichnet. In der Geschichte des Christentums haben sich aus den Praktiken in der Alten Kirche unterschiedliche Riten und Ritusvarianten entwickelt, die je eine eigene Art und Weise der Glaubenspraxis beschreiben. Weite Verbreitung haben der römische Ritus in der lateinischen Kirche, der byzantinische Ritus in den orthodoxen und manchen katholischen Ostkirchen, sowie verschiedene weitere ostkirchliche Riten.

## Sonstige Spezialbedeutungen

### Adverbiale Verwendung im universitären und kirchlichen Bereich
Die Promotion zum Doktor geschieht rite (lateinisch dem Ritus entsprechend, im Sinne von „in gewöhnlicher Form“), wenn der Promovierte die Prüfung besteht, ohne dass seine Leistung eine Hervorhebung verdient (etwa durch den Zusatz cum laude oder magna cum laude).
Als rite vocati (ordentlich Berufene) werden vor allem im protestantisch-kirchlichen Bereich Amtsträger bezeichnet, die nach den Regeln ihrer Gemeinschaft oder Organisation gültig (etwa durch Ordination) in ein Amt eingesetzt wurden und zur Ausführung der damit verbundenen Amtshandlungen berechtigt sind.

### Ritusbegriff im Konfuzianismus
Ritus (禮, Pinyin: lǐ) ist ein Schlüsselbegriff der konfuzianischen Ethik und bezeichnet ein formalisiertes, bestimmten Konventionen entsprechendes Verhalten, das einen guten Menschen kennzeichnet und die Voraussetzung für eine gute Gesellschaftsordnung bildet.

### Verhaltensriten von Tieren
In der zoologischen Verhaltensforschung bezeichnet man eine angeborene Bewegungsabfolge von Tieren, die häufig kommunikative Funktionen erfüllt (etwa ein Balzritual), als Ritualisierung.